# Andriej Witruk
Andriej Nikiforowicz Witruk (ros. Андрей Никифорович Витрук, ur. 25 czerwca?/8 lipca 1902 we wsi Andruszki w obwodzie żytomierskim, zm. 3 lipca 1946 w Kijowie) – radziecki generał major lotnictwa, Bohater Związku Radzieckiego (1942).

## Życiorys
Urodził się w ukraińskiej rodzinie chłopskiej. Skończył szkołę średnią, pracował w cukrowni, od 1924 służył w Armii Czerwonej, ukończył szkołę artylerii i w 1934 wojskową szkołę lotników w Borisoglebsku. Brał udział w bitwie nad Chałchin-Goł w 1939, a także w agresji ZSRR na Polskę (zajmowaniu tzw. Zachodniej Białorusi) i w wojnie z Finlandią, w 1941 ukończył Akademię Wojskowo-Powietrzną. Uczestniczył w wojnie z Niemcami, jako dowódca 65 szturmowego pułku lotniczego Moskiewskiej Strefy Obrony do stycznia 1942 wykonał 21 lotów bojowych, później dowodził 291 Szturmową Dywizją Lotniczą/10 Gwardyjską Szturmową Dywizją Lotniczą, lotnicy której wyróżnili się w operacji ostrorożsko-rossoszańskiej, biełgorodzko-charkowskiej, kijowskiej, jasko-kiszyniowskiej i belgradzkiej i wyzwolili Ostrorożsk, Grajworon, Hadziacz, Łubnie, Kijów, Jassy i Belgrad. Po wojnie w stopniu generała majora dowodził dywizją lotniczą. Został pochowany w Parku Wiecznej Sławy w Kijowie. Jego imieniem nazwano ulice w Woroneżu, Kijowie, Żytomierzu i szkołę, w której się uczył.

## Odznaczenia
- Złota Gwiazda Bohatera Związku Radzieckiego (24 lutego 1942)[1]
- Order Lenina
- Order Czerwonego Sztandaru (czterokrotnie)
- Order Suworowa II klasy
- Order Kutuzowa II klasy
- Order Bohdana Chmielnickiego II klasy
- Order Aleksandra Newskiego
- Order Czerwonej Gwiazdy
- Narodowy Bohater Jugosławii (Jugosławia, 1945)

I medale.